# Rio Ufa
O rio Ufa (Уфа em russo), é um curso de água com nascente nos montes Urais. É afluente do rio Belaya. Tem 918 km de comprimento. A sua bacia hidrográfica tem uma área de 53100 km². Congela nos finais de Outubro a inícios de Dezembro, mantendo o gelo até aos meses de abril-maio. Tem uma central hidroeléctrica e é usado para fornecer água potável. Os seus principais portos são Krasnoufimsk e Ufa (no estuário do rio).